# Galeomorphii
Die Galeomorphii oder Galea umfassen vier Ordnungen moderner Haie, die großteils die typische langgestreckte Haigestalt aufweisen und meist benthopelagisch oder pelagisch leben.

## Merkmale
Die Galeomorphii sind nur schlecht definiert, als Autapomorphien gelten auch Negativmerkmale. Sie unterscheiden sich von ihrer Schwestergruppe, den Squalomorphii, durch die zusammengedrückte Chorda, die Verkalkung der Wirbel, das Vorhandensein einer Afterflosse, das Skelett der Brustflossen, die Gliederung der Klaspern, die Struktur des Neurocraniums, die Kieferaufhängung, die Kiefermuskulatur, den Verlauf und den Ansatz des Suborbitalmuskels, die Bezahnung und die äußere Morphologie. Galeomorphi besitzen stets nur fünf Kiemenspalten. Das Gehirn der Galeomorphii ist durchschnittlich sechsmal größer als das gleich großer squalomorpher Haie.

## Systematik
Die Online-Datenbank Fishbase listet insgesamt 360 Arten (Stand April 2018) der Galeomorphii, das sind ein Viertel aller heute lebenden Neoselachii. 80 % der Arten gehören zu den Grundhaien (Carcharhiniformes). Die anderen drei Ordnungen sind artenarm.
- Ammenhaiartige (Orectolobiformes) (45 Arten)
- Grundhaie (Carcharhiniformes) (283 Arten)
- Makrelenhaiartige (Lamniformes) (16 Arten)
- Stierkopfhaiartige (Heterodontiformes) (9 Arten)

Das folgende Kladogramm nach G.J.P. Naylor et al. (2012) zeigt die Verwandtschaftsverhältnisse innerhalb der Galeomorphii:
|  | Ammenhaiartige (Orectolobiformes)                                                                 |
|  |                                                                                                   |
|  | \| \| Makrelenhaiartige (Lamniformes) \| \| \| \| \| \| Grundhaie (Carcharhiniformes) \| \| \| \| |
|  |                                                                                                   |
|  | Makrelenhaiartige (Lamniformes)                                                                   |
|  |                                                                                                   |
|  | Grundhaie (Carcharhiniformes)                                                                     |
|  |                                                                                                   |

|  | Makrelenhaiartige (Lamniformes) |
|  |                                 |
|  | Grundhaie (Carcharhiniformes)   |
|  |                                 |

|  | Ammenhaiartige (Orectolobiformes)                                                                 |
|  |                                                                                                   |
|  | \| \| Makrelenhaiartige (Lamniformes) \| \| \| \| \| \| Grundhaie (Carcharhiniformes) \| \| \| \| |
|  |                                                                                                   |
|  | Makrelenhaiartige (Lamniformes)                                                                   |
|  |                                                                                                   |
|  | Grundhaie (Carcharhiniformes)                                                                     |
|  |                                                                                                   |

|  | Makrelenhaiartige (Lamniformes) |
|  |                                 |
|  | Grundhaie (Carcharhiniformes)   |
|  |                                 |

Neben den vier heute existierenden Ordnungen kann möglicherweise auch die vom Unteren Trias bis ins Paläozän lebende Familie der Paleospinacidae (Palaeospinax, Paraorthacodus u. a.) den Galeomorphii zugeordnet werden.